# Berberis kumaonensis
Berberis kumaonensis är en berberisväxtart som beskrevs av Camillo Karl Schneider. Berberis kumaonensis ingår i släktet berberisar, och familjen berberisväxter. Inga underarter finns listade i Catalogue of Life.